# فرقة كوبان القوزاق

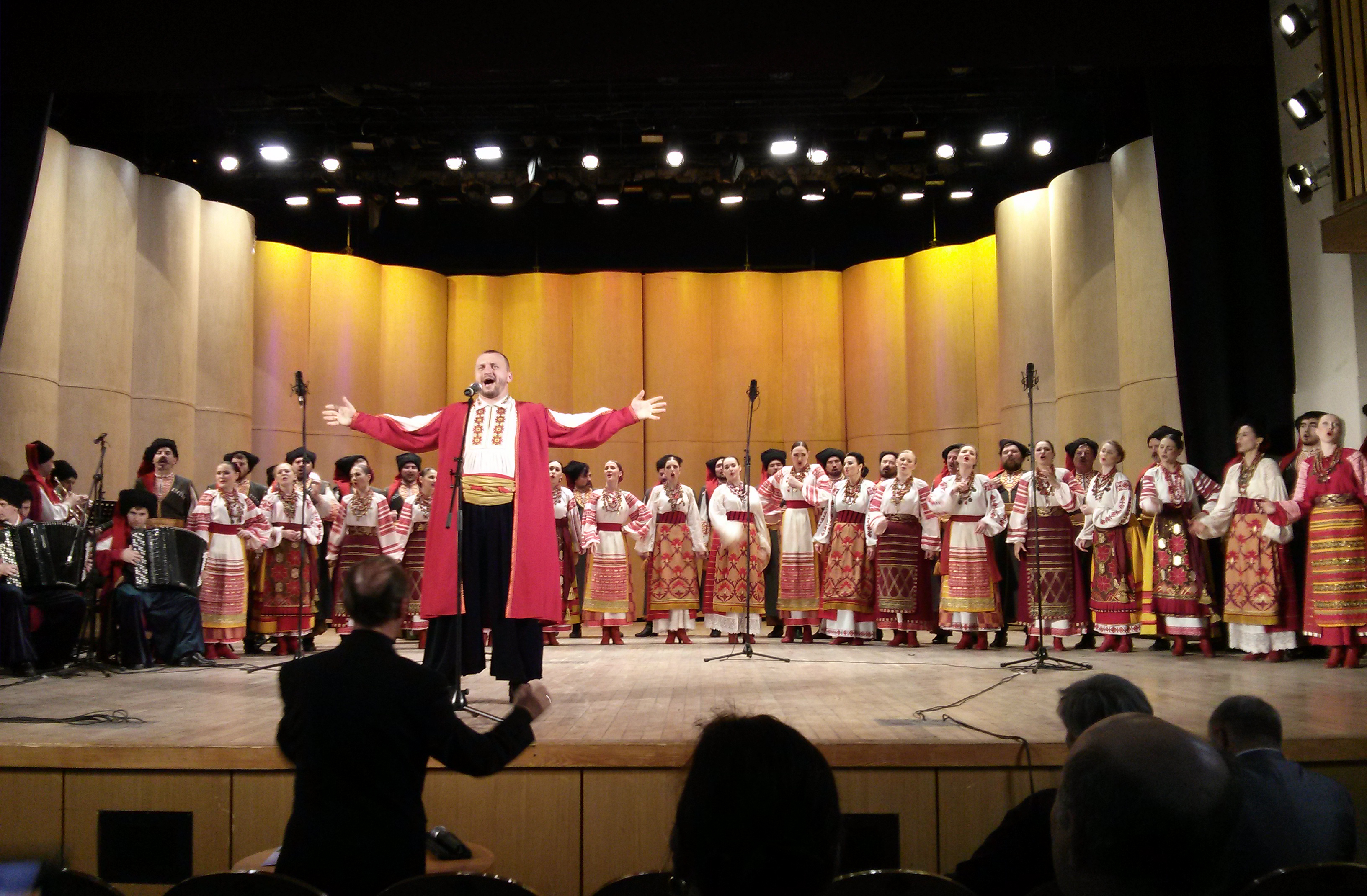

كوبان القوزاق (بالروسية: Кубанский Казачий Хор) واحدة من الفرق الفولكلورية الشعبية الرائدة في روسيا.

## التاريخ
فرقة كوبان القوزاق تأسست في 14 أكتوبر 1811.م في العهد القيصري لروسيا وأسسها كيريل روسنسكي وغريغورغريتشنيسكي وكانت الفرقة تقوم في العمل في الكنيسة بادئ الأمر كالقيام بالتراتيل الدينية ومن ثم بدأت بأقامة الحفلات والعروض العامة في منطقة كراسنودار كراي على البحر الأسود.
في عام 1921 في أوائل الحقبة السوفيتية أعدم مسؤول الفرقة آنذاك غريغوري كونتسفيتش أثناء حملات التطهير، ولكن بقيت الفرقة قائمة وتؤدي الحفلات لصالح الجيش الأحمر.

## ما بعد الاتحاد السوفيتي
خلال سنوات ما بعد الاتحاد السوفياتي، بقيت جوقة كوبان القوزاق تقوم دورها في احياء التقاليد القوزاقية والتراث الروسي السلافي، مما يدل على الفخر في الوطنية الروسية والعادات المحلية. وفي آب / أغسطس 1995، سمح البطريرك ألكسي الثاني للجوقة بالعودة إلى تقديم الترانيم والقداس في الكنيسة مرة أخرى، واعتبارا من أكتوبر عام 1996، بموجب مرسوم صادر عن حاكم كراسنودار كراي الكسندر تكاتشيف، جوقة وقد تم الاعتراف بالجوقة بانها هي الوريث للجوقة القديمة التي أسست عام1811.
على الرغم من ماضيها المضطرب، فان الجوقة قد نمت لتصبح واحدة من أهم الفرق الموسيقية الرائدة في روسيا. وقد قامت بجولات كثيرة حول العالم فقد ظهرت في اليابان وفرنسا وإيطاليا وإسبانيا والبرتغال وألمانيا والنرويج والصين وفيتنام وبولندا والجمهورية التشيكية وبلغاريا وصربيا وأسترالياوسوريا.

## مركز الجوقة الرئيسي
في عام 1990 على أساس أن كوبان القوزاق جوقة فقد تم تأسيس مراكز مختلفة لها في أنحاء منطقة كوبان ويقوم المركز باستقبال جميع الاعمار وتقسيمهم إلى فرق أطفال وبالغين ويعتبر المركز من مراكز الثقافة الشعبية في كوبان. كما يقوم المركز بجمع الملابس التقليدية والقديمة والالت الموسيقية التراثية ووضعها في متحف المركز.

## البرامج
فرقة القوزاق تقوم بالاغاني والرقصات الشعبية، في كل من اللغتين الروسية والأوكرانية، وتشكل جزءا أساسيا من برامجها. بالإضافة إلى جوقة تحول إلى القصائد والأغاني، ومن أهم الشعراء والموسيقين التي تقوم الفرقة بتقديم اغانيهم وموسيقاهم مثل ألكسندر بوشكين وتاراس شفتشنكو. كأغاني القوزاق الشهيرة مثل كاتيوشا.

## روابط خارجية
- فرقة كوبان القوزاق على موقع ميوزك برينز (الإنجليزية)